# 荆山街道 (平顶山市)
荆山街道是中华人民共和国河南省平顶山市湛河区下辖的一个街道办事处。

## 行政区划
荆山街道下辖以下村级行政区划单位：
粱李村、沙王村、任庄村、高庄村、统张村、景庄村、荆山村、卫寨村、胡杨楼村、徐庄村、辉岗村和牛楼村。